# Thiol

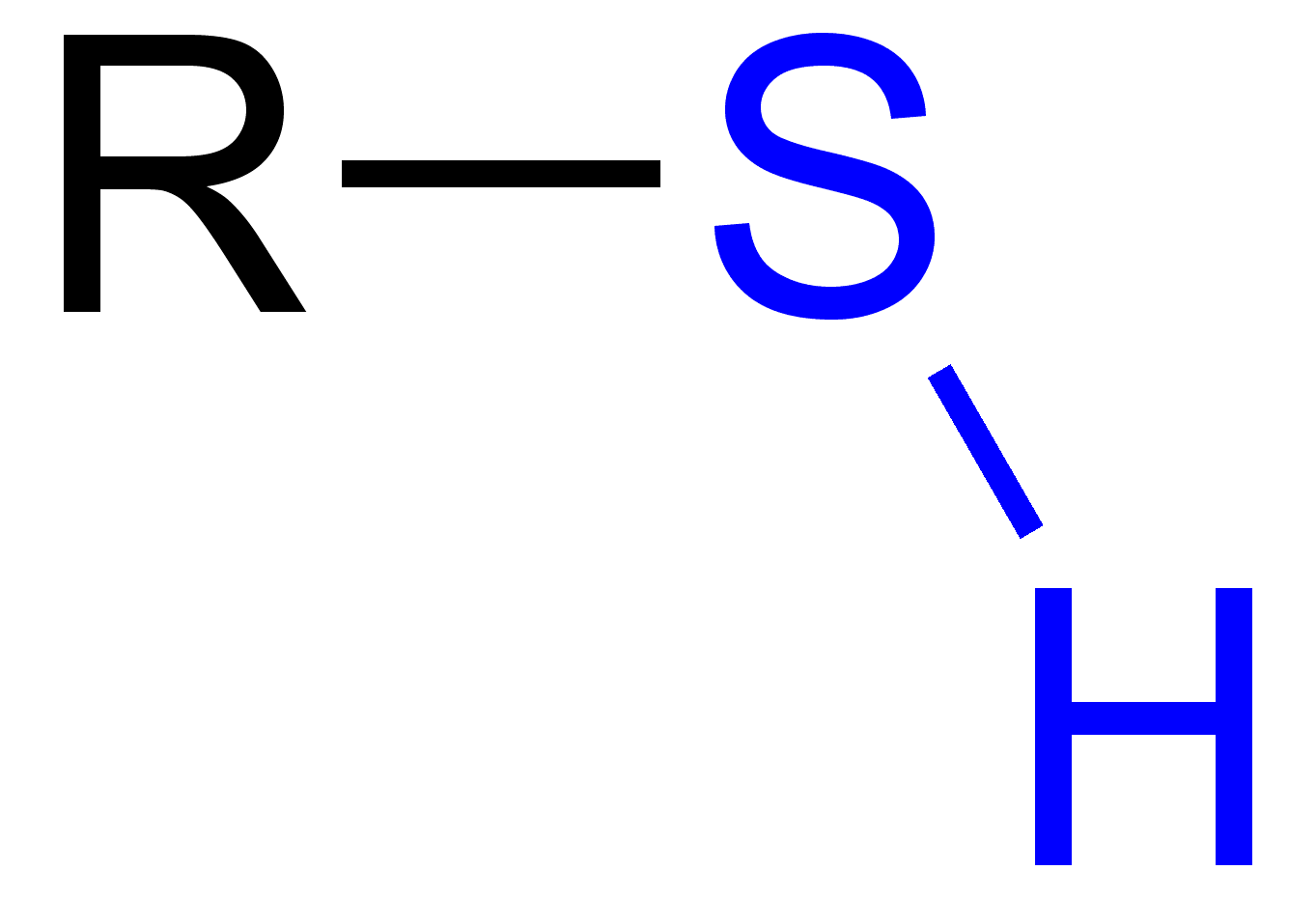
Thiol với blue nhóm sulfhydryl được làm nổi bật.

Trong hóa học, các thiol (trước đây gọi là mecaptan) là các hợp chất hữu cơ chứa nhóm sulfhydryl -SH gắn vào nguyên tử cacbon.
Các thiol là tương tự như các loại rượu, với nguyên tử oxy của nhóm hydroxyl -OH bị thay thế bởi nguyên tử lưu huỳnh (Oxy và lưu huỳnh có các thuộc tính hóa học tương tự nhau, do chúng thuộc về cùng một nhóm trong bảng tuần hoàn các nguyên tố.) Các thiol tạo ra các thioête, thioaxêtal và thioeste, trong đó nguyên tử oxy trong rượu bị thay thế bởi nguyên tử lưu huỳnh.
Nhiều thiol là các chất lỏng không màu có mùi tương tự như mùi của tỏi. Mùi của chúng hôi mạnh và hăng. Các thiol liên kết mạnh với protein của da, và chúng là nguyên nhân của mùi khó ngửi rất dai dẳng không chịu được do chồn hôi tiết ra. Các thiol cũng là nguyên nhân gây ra các khiếm khuyết của rượu do các phản ứng không mong muốn giữa lưu huỳnh và men rượu.
Các nhà phân phối hơi đốt đã tiến hành bổ sung thêm một lượng nhỏ các dạng khác nhau của các thiol vào hơi đốt (bình thường nó không có mùi) sau khi xảy ra vụ nổ ở trường học tại New London năm 1937.
Khi nhóm thiol được thay thế vào trong ankan thì có một số cách đặt tên cho các thiol được tạo ra:
- Phương pháp được ưa chuộng nhất (được IUPAC sử dụng) là thêm hậu tố -thiol vào tên của ankan. Ví dụ: CH3SH gọi là mêtanthiol.
- Trong phương pháp cũ thì từ mecaptan thay thế cho rượu trong tên gọi của hợp chất rượu tương đương. Ví dụ: CH3SH sẽ gọi là mecaptan mêtyl  hay mêtyl mecaptan.

Một số ví dụ về thiol:
- Methanethiol - CH3SH
- Ethanethiol - C2H5SH
- Coenzym A
- Lipoamit
- Glutathione
- Cystein.

## Thuật ngữ
Nhìn vào trạng thái liên kết của thiol đối với các kim loại, cụ thể là thủy ngân, người ta có thể thấy lý do của việc gọi là mecaptan, nó có nguồn gốc từ tiếng Latinh mercurius captans, nghĩa là "chiếm đoạt/bắt giữ thủy ngân" do nhóm thiolat liên kết rất mạnh với các hợp chất chứa thủy ngân.
Các thiol phản ứng với thủy ngân tạo ra các mercaptide.

## Cấu trúc và liên kết
Thiol và rượu có cấu trúc phân tử tương tự. Khác biệt chính là kích thước của chalcogenua, với chiều dài liên kết C–S khoảng 180 picomet. Góc C–S–H gần 90°. Trong các chất lỏng, liên kết hydro giữa các nhóm thiol riêng lẻ là yếu, và lực liên kết chủ yếu là các tương tác van der Waals giữa các trung tâm sulfur hóa trị hai phân cực cao.
Do chênh lệch độ âm điện giữa lưu huỳnh và hydro nhỏ hơn chênh lệch độ âm điện của oxy với hydro, nên liên kết S–H ít phân cực hơn so với nhóm hydroxyl. Các thiol có mômen lưỡng cực thấp hơn so với rượu tương ứng.